# Gharib Amzine
Gharib Amzine (arabul: غريب أمزين; Montbéliard, Franciaország, 1973. május 3. –) marokkói labdarúgó-középpályás, edző.

## Pályafutása

### Klubcsapatokban
A Strasbourg játékosaként szerepelt a 2001-es francia kupa döntőjében, ahol tizenegyesekkel legyőzték az Amiens SC-t.
A Troyes csapatában 203-szor lépett pályára bajnoki mérkőzéseken és 9 gólt szerzett.

### A válogatottban
Franciaországban született, de a marokkói válogatottban játszott. Részt vett az 1998-as labdarúgó-világbajnokságon.

### Edzőként
2013 és 2015 között Mulhouse együttesét irányította.